# Anopheles maculipennis
Anopheles maculipennis ist einerseits eine einzelne Art der Malariamücken (Anopheles), andererseits ist sie namensgebend für die Anopheles-maculipennis-Gruppe innerhalb der Malariamücken, die weitere Arten umfasst.

## Anopheles maculipennis im engeren Sinn
Zur Art im engeren Sinne werden heute auch Anopheles alexandraeschingarevi, basilii und typicus als Synonyme gestellt.
Die Art ist zwischen Skandinavien, der Iberischen Halbinsel und dem Balkan in fast allen Ländern Europas verbreitet. 
Anopheles maculipennis bevorzugt kleine Wasseransammlungen für die Ablage ihrer Eier, auf Pflanzenbewuchs legt sie dabei keinen Wert. Die Larven können beispielsweise in Baggerlöchern oder Gießwasser-Behältern gefunden werden. Sie tolerieren die starken Temperaturschwankungen in diesen „Gewässern“ besser als die Larven anderer Arten. Auch die ausgewachsenen Mücken sind gegen Temperatur- und Feuchtigkeitsschwankungen relativ unempfindlich. Sie sind ungefähr 6 mm lang und leben häufig in Tierställen, aber auch im Freien. In Wohnräumen sind sie seltener anzutreffen. Die Weibchen sind nachtaktiv und stechen Säuger und Vögel.
In Südosteuropa war Anopheles maculipennis mitverantwortlich für die Übertragung der Malaria, in Mitteleuropa war sie wegen ihrer relativen Seltenheit kein bedeutender Malariavektor.

## Anopheles-maculipennis-Gruppe
Zur maculipennis-Gruppe werden unter anderem die auch in Deutschland vorkommenden Anopheles atroparvus, Anopheles messeae und Anopheles maculipennis im engeren Sinne gezählt. Die ausgewachsenen Mücken (Imago) dieser Arten sind sehr schwer zu unterscheiden, anhand der Gelege und der Larven ist eine Unterscheidung aber möglich.